# Filippo Timi
Filippo Timi (nacido el 27 de febrero de 1974) es un actor, director y escritor italiano.

## Biografía
Ganador del "Mejor actor menor de 30 años" en los Premios UBU 2004, máximo galardón del teatro italiano, sobre el escenario ha sido Orfeo, Danton, Perceval, Cupido, Hamlet y Satán, interpretando tres papeles diferentes en Casa de muñecas de Henrik Ibsen, de Andrée Ruth Shammah en 2016.
A pesar de su tartamudez y su ceguera parcial, se convirtió en una estrella de la gran pantalla, incluyendo una amplia gama de actividades como autor y empresario de televisión, cine, teatro, revistas y espectáculos musicales; entre 2006 y 2008 publicó la trilogía de Tuttalpiù muoio (En el peor de los casos moriré), E lasciamole cadere queste stelle (Que caigan estas estrellas) y Peggio che diventare famoso (Peor que hacerse famoso), en los que rememora sus orígenes humildes y transforma los problemas de la juventud en un poderoso e intenso amor por la vida, a través de una lente vivamente irónica y fantasmagórica.
Su adaptación de Shakespeare de 2009 Il popolo non ha il pane, diamogli le brioche (El pueblo no tiene pan, démosle bollos dulces), escrita, dirigida y protagonizada por él en el papel de Hamlet, agotó las entradas durante dos años y legitimó su nombre como uno de los autores más aclamados y con más talento del teatro italiano.
Su carrera cinematográfica despegó con papeles en Saturn in Opposition, de Ferzan Ozpetek, ganadora de múltiples premios, y En memoria mía, de Saverio Costanzo, por la que fue nominado al premio al mejor actor de reparto por el Sindicato Italiano de Periodistas Cinematográficos. Tras protagonizar Miss F, de Wilma Labate, y The Demons of St. Petersberg, de Giuliano Montaldo con Isabella Rossellini, ganó el premio al mejor actor por su papel protagonista en Como Dios manda, del director Gabriele Salvatores, ganador del Oscar.
Desde 2009, las películas de Timi compitieron en los principales festivales: en Cannes con Vincere, de Marco Bellocchio, donde interpretó al joven Benito Mussolini, y en el Festival Internacional de Cine de Venecia con el debut de Giuseppe Capotondi, The Double Hour, ganadora de la Coppa Volpi. Interpretó papeles dramáticos en Vallanzasca, Angel of Evil (2011), el drama de época Rust (2011) junto a comedias como Asterix y Obelix: God Save Britannia (2012).
El actor completó su debut en lengua inglesa actuando junto a George Clooney en la película de acción de Anton Corbijn The American. También ha doblado la voz de Tom Hardy en la versión italiana de The Dark Knight Rises, y ha puesto voz a Manny en el doblaje italiano de las dos últimas películas de la franquicia Ice Age, sustituyendo a Leo Gullotta.